# Godlewo Wielkie
Godlewo Wielkie – wieś sołecka w Polsce położona w województwie mazowieckim, w powiecie ostrowskim, w gminie Nur.
W latach 1954–1961 wieś należała i była siedzibą władz gromady Godlewo Wielkie, po jej zniesieniu w gromadzie Szulborze Wielkie. W latach 1975–1998 miejscowość administracyjnie należała do województwa łomżyńskiego.
Wierni Kościoła rzymskokatolickiego należą do parafii Przemienienia Pańskiego w Zuzeli.

## Historia
Wieś założona przez ród herbu Gozdawa. Najstarsza miejscowość okolicy szlacheckiej Godlewo, wzmiankowana w dokumentach w latach: 1416, 1430, 1470, 1480.
Spis podatkowy z 1578 roku wymienia Godlewo Magna o powierzchni 24{\displaystyle {\tfrac {1}{4}}} włóki. Dziedzicami byli tu: Grzegorz, Jan i Mateusz z braćmi.
W połowie XVIII wieku burgrabią grodzkim, ostrowskim był Wojciech Godlewski, którego syn, Franciszek, w 1774 r. został burgrabią nurskim, w 1783 roku również podstarościm ostrowskim. W 1774 r. kupił ziemię od kuzyna, Mateusza. W końcu XVIII osadził tu chłopów i utworzył folwark. Kupił też część wsi Szulborze Koty. Tam również zamieszkali chłopi.
W roku 1784, oprócz Franciszka Godlewskiego ziemię posiadali też inni Godlewscy oraz: Glinczanka, Ważeński i Zaremba.
Majątek Godlewo Wielkie składał się z części wsi Godlewo Wielkie i Szulborze Koty oraz folwarku zajmującego północne tereny Godlewa. Istniał do 1864 r., w którym został uwłaszczony. Powstało tu 6 gospodarstw chłopskich, w Szulborzach dwa gospodarstwa, które w sumie zajmowały 75 mórgów.
W 1817 roku we wsi naliczono 27 domów i 217 mieszkańców, w 1827 było 26 domów i 239 mieszkańców.
Przypuszcza się, że w rozparcelowanym majątku zamieszkali Żydzi, których w 1891 roku było tu 25. W tym samym czasie ludność polska liczyła około 200 osób. Istniały tu 24 domy. Potomkowie szlachty prowadzili 23 gospodarstwa, a ludność chłopska 6. Właściciele drobnoszlacheccy posiadali 87 ha użytków rolnych.
W czasie spisu powszechnego z 1921 roku wieś liczyła 35 domów i 232 mieszkańców. Oprócz Polaków mieszkała tu również dwudziestoosobowa grupa Żydów. Miejscowość należała do gminy Szulborze-Koty. Właścicielami znajdującego się tu wiatraka była żydowska rodzina Rotmanów.